# Craspedothrips minor
Craspedothrips minor là một loài côn trùng trong họ Thripidae. Loài này được Bagnall miêu tả khoa học đầu tiên năm 1921.
Đây là loài gây hại của cây Azadirachta excelsa, phát triển phổ biến ở Malaysia.